# Abu Muhammad Mahmud al-'Ayni
Abū Muḥammad Maḥmūd Badr al-Dīn al-ʿAynī al-Ḥanafī (in arabo أبو محمد محمود بدر الدين العيني الحنفي‎?; al-'Ayntab, 30 luglio 1361 – Il Cairo, 1451) è stato uno storico arabo.
Storico sunnita di madhhab hanafita, visse e operò nell'Egitto mamelucco.  La parola al-ʿAynī costituisce un'abbreviazione della nisba al-'Ayntābī, dal nome della sua città natale.

## Biografia
Nacque in una famiglia di studiosi nel 1361, nella città di ʿAyntāb (oggi Gaziantep, in Turchia). Studiò discipline storiche, Adab e scienze religiose islamiche. Oltre alla lingua araba, parlava la lingua turca. Vi sono elementi per affermare che egli capiva anche il persiano.  Nel 1386 viaggiò alla volta di Gerusalemme, dove incontrò lo Shaykh hanafita al-Sayrāmī, che era a capo della neo-costituita Madrasa al-Ẓāhiriyya e della relativa khānqa sufi.  Al-Sayrāmī invitò al-'Ayni ad accompagnarlo a casa sua al Cairo, dove egli divenne uno dei sufi della Ẓāhiriyya.  Questo fu un momento determinante nella vita del giovane al-ʿAynī ed egli stesso lo descrive come l'ingresso in "un'istituzione che vincola al livello più alto dell'élite dominante".
Si guadagnò buona fama e inizialmente ebbe successo.  Tuttavia, dopo che al-Sayrāmī morì nel 1388, al-'Ayni fu coinvolto in una disputa personale con l'Emiro Jārkas al-Khalīlī, che tentò di espellerlo dal Cairo.  Al-ʿAynī descrisse in seguito al-Khalīlī come arrogante e dittatoriale – "un uomo innamorato della sua opinione".  Scampò all'espulsione per merito di uno dei suoi Maestri, Siraj al-Din al-Bulqini, ma prudentemente decise di lasciare comunque temporaneamente la città.
Dal Cairo si trasferì a insegnare a Damasco, dove fu nominato dall'Emiro muḥtasib (controllore statale della legalità sciaraitica dei traffici e dei commerci in un suq) e tornò al Cairo solo qualche tempo dopo il 1398.
Tornato al Cairo, al-ʿAynī rafforzò il proprio ruolo sociale e la propria posizione politica avvicinandosi a diversi Amīr, adempiendo al Ḥajj stando con l'Emiro Tamarbughā al-Mashtūb.  Godé anche del patronato del potente Amīr Jakm min ʿAwḍ, della khāṣṣakiyya di Barqūq, diventandone anche il dāwadār
Dopo la morte di Barqūq, al-ʿAynī divenne il muḥtasib del Cairo, sostituendo il noto studioso al-Maqrīzī.  Secondo questi (parte comunque interessata!) fu Jakm a far avere il posto ad al-ʿAynī; ma lo storico Ibn Taghribīrdī afferma che il risultato fu lo sforzo congiunto di Jakm min ʿAwḍ e di altri due Amīr, Qalamtāy al-ʿUthmānī e Taghribīrdī al-Qurdamī. In ogni caso, ciò costituì l'inizio di una lunga inimicizia tra i due ʿulamāʾ: "Da quel giorno vi fu ostilità tra i due uomini fin quando entrambi morirono".
Al-ʿAynī e al-Maqrīzī si alternarono più volte nella veste di muḥtasib del Cairo nei successivi anni, probabilmente come riflesso di una lotta per il potere tra Jakm min ʿAwḍ e il patrono di al-Maqrīzī, Yashbak al-Shaʿbānī.  Nessuno dei due conservò a lungo l'incarico.  Durante il regno di al-Nāṣir Faraj, figlio e successore di Barqūq, al-ʿAynī fu nominato, oltre che muḥtasib, anche per il posto "lucroso e prestigioso" di nāẓir al-aḥbās.  Sarebbe stato allontanato e nuovamente incaricato del posto più volte, infine assicurandoselo nel corso del regno del Sultano Muʾayyad Shaykh e conservandolo fino all'età di 91 anni.
Il prestigio di al-ʿAynī crebbe con l'età.  Muʾayyad Shaykh lo nominò ambasciatore presso i Karamanidi nel 1420 e, nel prosieguo della sua vita, più volte fu incaricato di tenere letture o lezioni al cospetto del Sultano, talora leggendo di storia in lingua araba e spiegandola in turco, a beneficio del Sultano, non particolarmente edotto nella lingua coranica.  Il Sultano al-Ashraf Barsbāy si dice abbia detto "L'Islam è conosciuto solo grazie a lui" e law lā al-qāḍī al-ʿAyntābi mā ḥasana islāminā shayʾ, cioè "Se non fosse il qāḍī al-ʿAyntabi (a mostrarci) ciò che è buono del nostro Islam, non conosceremmo in che modo viviamo nel regno".  Barsbāy qualche volta inviò al-ʿAynī come suo rappresentante presso la corte di alti dignitari, apparentemente per la sua fluente parlata in diverse lingue.
Barsbāy spesso mutò orientamento in base ai consigli legali di al-ʿAynī, e lo nominò Gran Qāḍī del madhhab hanafita nel 1426.  Fu allontanato da quella funzione dopo tre anni, su sua stessa richiesta e su istanza del Gran Qāḍī sciafeita, Ibn Ḥajar al-ʿAsqalānī. Entrambi in realtà furono rimossi all'unisono, per il loro continuo questionare e per la scarsa attenzione ai loro specifici doveri; anche se al-ʿAynī chiarisce che i rilievi mossigli erano del tutto calunniosi e diffusi dai suoi nemici a corte. Più tardi riottenne quella funzione.
Durante il regno del successore di Barsbāy, Jaqmaq, al-ʿAynī fu per la seconda volta privato della funzione di Gran Qāḍī hanafita. Abbandonò allora l'ambiente di corte e si concentrò sulla sua attività di scrittore.  Nel 1449 fu allontanato anche dal posto di nāẓir al-aḥbās, probabilmente per l'indebolimento senile della sua memoria.  Morì nel 1451, sopravvivendo tristemente a tutti i suoi figlioli, e fu inumato nella sua stessa Madrasa al Cairo.

## Opere
- ʿUmdat al-qārī[2]
- al-Bināya sharḥ al-hidāya (opera di fiqh hanafita)
- al-Sayf al-muhnnad fī sīrat al-Malik al-Muʾayyad (biografia del Sultano mamelucco Muʾayyad Shaykh)
- ʿIqd al-jūman fī taʾrīkh Ahl al-zamān
- al-Radd al-wāfir
- Nukhab al-afkār fī taḥqīq mabani al-akhbār fi sharḥ Maʿāni al-āthār
- Sharḥ Sunan Abī Dāwūd - commento del Sunan di Abu Dawud al-Sijistani